# Cantón de Lucenay-l'Évêque
El cantón de Lucenay-l'Évêque era una división administrativa francesa, que estaba situada en el departamento de Saona y Loira y la región de Borgoña.

## Composición
El cantón estaba formado por doce comunas:
- Anost
- Barnay
- Chissey-en-Morvan
- Cordesse
- Cussy-en-Morvan
- Igornay
- La Celle-en-Morvan
- La Petite-Verrière
- Lucenay-l'Évêque
- Reclesne
- Roussillon-en-Morvan
- Sommant

## Supresión del cantón de Lucenay-l'Évêque
En aplicación del Decreto nº 2014-182 de 18 de febrero de 2014, el cantón de Lucenay-l'Évêque fue suprimido el 22 de marzo de 2015 y sus 12 comunas pasaron a formar parte del nuevo cantón de Autun-1.